# Второе июля четвёртого года
«Второе июля четвёртого года: Новейшие материалы к биографии Антона П. Чехова (Пособие для англичан, изучающих русский язык, и для русских, не изучавших русскую литературу)» — фантастическая постмодернистская повесть Бориса Штерна, опубликованная в 1994 году. Сочетает жанры литературной мистификации и альтернативной истории: сюжет выстроен на допущении, что 2 июля 1904 года скончался Максим Горький, и в тот же день умиравший Антон Чехов пошёл на поправку, дожил до 1944 года и занял место Горького в истории русской культуры и литературы, попутно изменив историю России и СССР.
Повесть была опубликована в Киеве под именем Сомерсета Моэма (в состав текста были включены фрагменты эссе Моэма «Искусство рассказа») и в таком виде переиздавалась как минимум один раз. В 1997 году «Второе июля четвёртого года» была включена в роман «Эфиоп, или Последний из КГБ» как «эпилог эпилога» и «канула в глыбе текста, хоть и отличалась от него стилистически». Лишь после издания 2005 года с предисловием Г. Прашкевича литературная игра была оценена специалистами-литературоведами.

## Сюжет

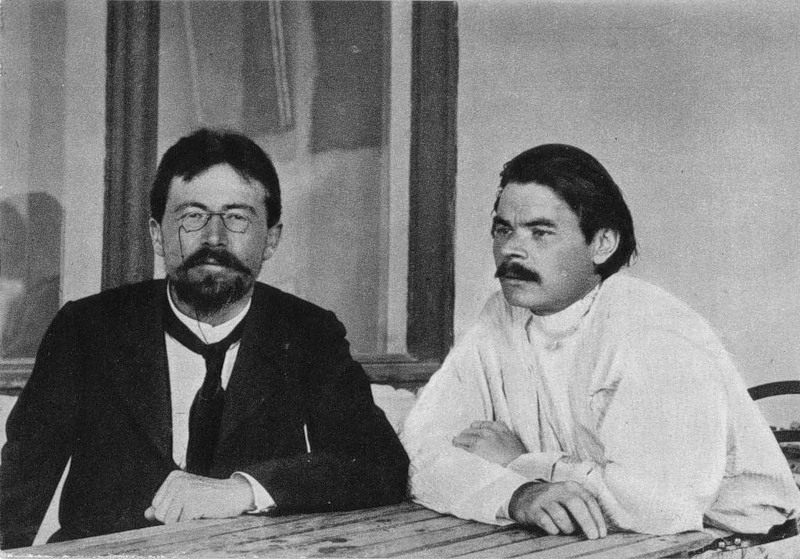
А. П. Чехов и М. Горький в Ялте в 1900 году

Изложение вводится двойной мистификацией: Борис Штерн сообщает, что биография А. П. Чехова, вышедшая по-английски под фамилией Уильяма Сомерсета Моэма, в действительности принадлежала исследователю и переводчику Дэвиду Магаршаку (Magarshak D. «The Real Chekhov. An Introduction to Chekhov’s Last Plays»), чьи материалы Моэм «оригинально переработал». Сам же Борис Штерн лишь излагает эту историю на русском языке, не оговаривая специально цитат из книги Моэма.
Жизнеописание А. П. Чехова до 1904 года точно следует тексту эссе Моэма «Искусство рассказа» в переводе И. Бернштейн. Подлинная биография заканчивается событиями 2 июля 1904 года в Баденвейлере, когда в предсмертном бреду Чехову мерещится встреченный на Сахалине японский матрос, и писатель умоляет его не возвращать своё тело на Родину в вагоне с замороженными устрицами. Далее, когда писатель захотел в последний раз в жизни выпить шампанского, вина по роковому стечению обстоятельств не нашлось, и врач разрешил умирающему выпить водки, вместо которой владелец отеля выдал медицинский спирт, — по сути, отраву. Наутро оказалось, что некие высшие силы позволили Чехову пережить кризис. Он даже пошутил: «Что для русского здорово, для немца — смерть». В ту же самую ночь в Москве умер от туберкулёза друг Чехова — Алексей Пешков-Горький, «„bourevestnik revoulutсii“ [предвестник революции], как оценивали его современники». Горький остался в истории русской литературы молодым писателем-романтиком, сошедшим в могилу на самом взлёте таланта.
Дальнейшая судьба Чехова оказывается инвариантом жизненной и творческой биографии Горького. Оставив жену Ольгу Книппер в Москве, Антон Павлович на десять лет обосновался на Капри, где туберкулёз постепенно принял не опасную для жизни форму. В Италии писатель познакомился с Ульяновым-Лениным, с которым не нашёл общего языка, назвав главу своих мемуаров об общении с ним «Чайник кипит!», и в начале 1920-х годов вывел в негативном свете в романе «Семья Гурьяновых». Эренбург, который передал рукопись на Запад, был ликвидирован затем НКВД. В Италии Чехов вновь сошёлся с Ликой Мизиновой, после чего возникла острая конкуренция между нею, Ольгой Книппер и сестрой писателя Марией. После смерти Льва Толстого Чехов естественным образом превратился в патриарха и живую совесть русской литературы, с которой невозможно не считаться. В 1913 году Чехов был удостоен Нобелевской премии по литературе, чему завидовал Бунин. Оставив небольшую часть денег себе, писатель вознамерился истратить 80 000 долларов на обустройство начальных школ в подмосковных деревнях. Из-за начала войны в Европе деньги остались невостребованными в швейцарском банке и были вложены в «Фонд Чехова», распорядителем которого стал племянник — Михаил Чехов, который, отказавшись от артистической карьеры, сделал дядю мультимиллионером. В 1915 году Антон Павлович выделил 100 000 долларов на побег из ссылки видных большевиков, с условием прекращения ими всякой политической деятельности. В число спасённых вошли Свердлов, Розенфельд, Джугашвили, к тому времени неизлечимо больной туберкулёзом. После революции в России в 1917 году пришли к власти большевики, однако победителем в политической борьбе оказался Костриков, отстранивший Ленина и Троцкого, и опиравшийся на «маленьких и пузатеньких Хрущёва, Жданова, Маленкова». После революции Чехов навсегда вернулся в Ялту, где жил под строгим надзором советских властей и присмотром сестры Марии и преданных Ольги Леонардовны и Лики Стахиевны, переставших из-за него соперничать. До самой смерти он не покидал Крыма, изредка наезжая к соседям — Ильфу и Петрову, Грину и Волошину — или отправляясь в Симферополь за дефицитными товарами. Чехов сохранил язвительность суждений, терпеть не мог «модерниста» Владимира Сорокина, «автора препохабнейших рассказов», чей дух «на версту не переносил» и о котором резко отозвался в письме Корнею Чуковскому. Фонд Чехова сыграл огромную роль в экономическом строительстве СССР, писатель и его родственники сделались невидимыми финансовыми правителями страны. Однако характер Антона Павловича портился, он всё более напоминал Ионыча: «мог сорваться на крик, сердито стучал тростью». Когда ему об этом сказала Ольга Леонардовна, оказалось, что Антон Павлович забыл о рассказе, и заново его прочитал, заметив: «Неплохо написано».
Немецкую оккупацию Крыма Чехов едва ли заметил, так как все мировые лидеры, включая Черчилля и Рузвельта, активно следили за его судьбой, пригрозив Германии страшными карами за оскорбление великого писателя. Антона Павловича окружали привычные ему люди, только советский милицейский кордон сменился вермахтовской военной жандармерией. Сержант Генрих Бёлль, который самовольно перелез через забор чеховской усадьбы, был изгнан «разгневанными старушками Ольгой, Марией и Лидией». Антон Павлович Чехов умер 2 июля 1944 года, прожив лишние сорок лет и яростно споря с видимым только ему японским матросом, как перевозить его тело для захоронения — самолётом или устричным вагоном. «Четвёртый год» в названии может быть прочтён двояко: и как 1904, и как 1944-й. Уже после его кончины на Ялтинской конференции была констатирована смерть фашизма и постепенное сворачивание коммунизма, что, по мнению рассказчика «Сомерсета Моэма», и было истинной «Миссией Чехова».

Окружение Чехова
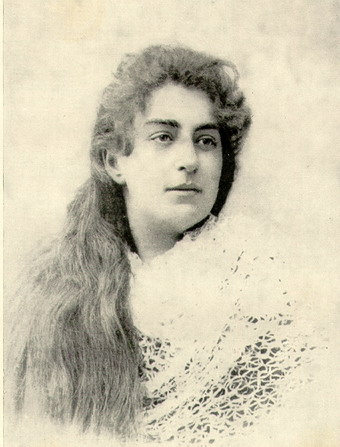
Лидия Мизинова
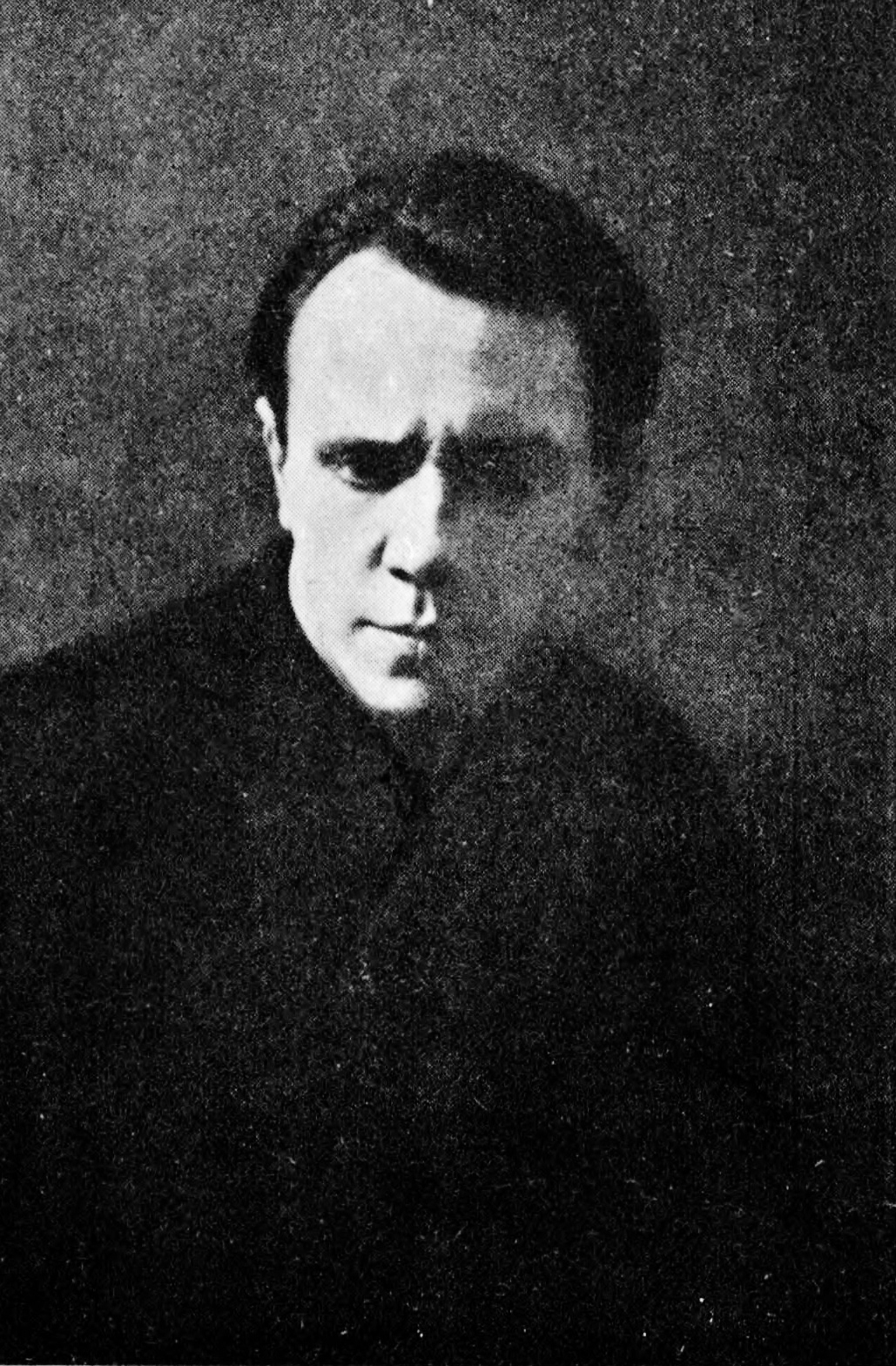
Михаил Чехов
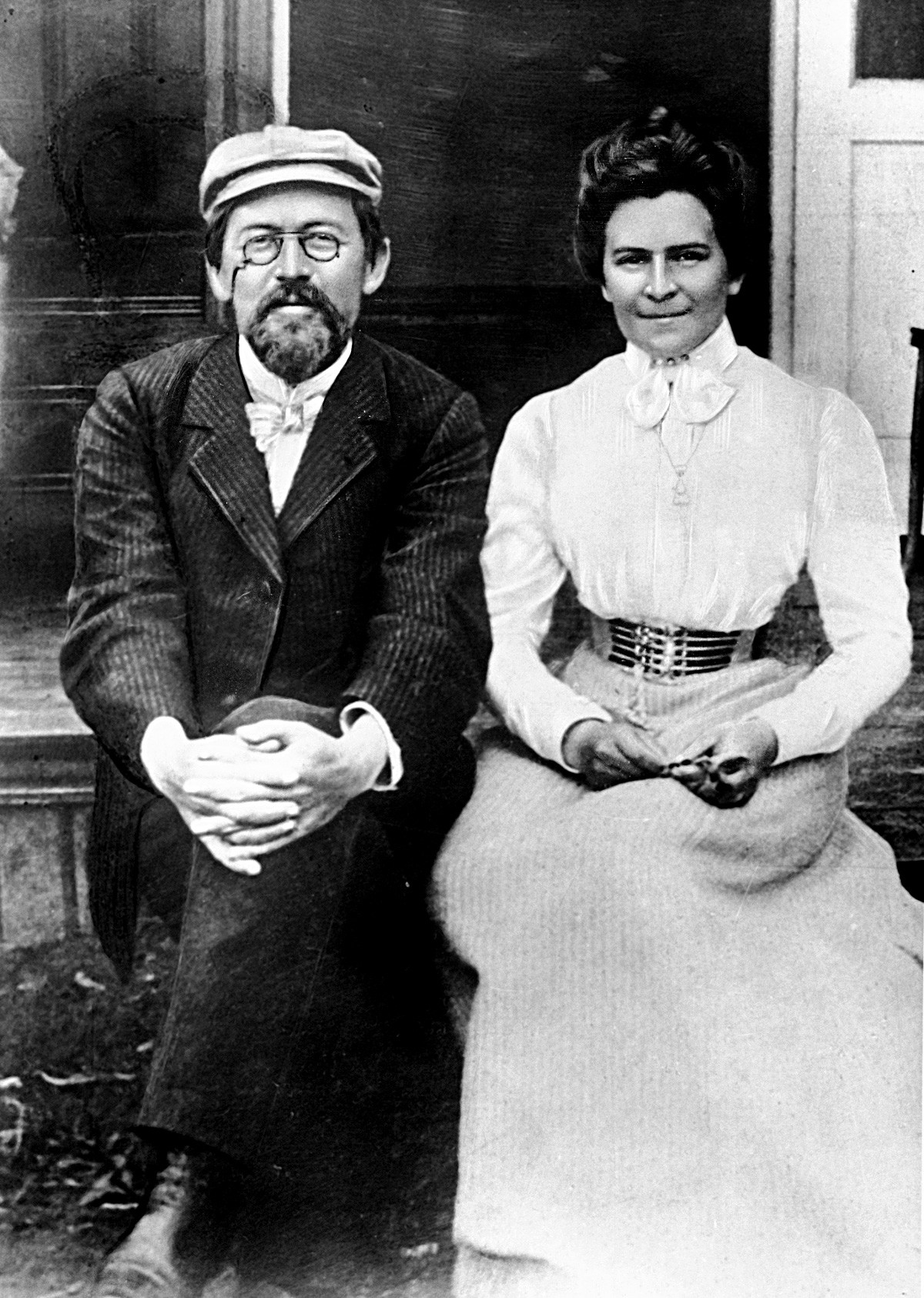
Чехов и Ольга Книппер
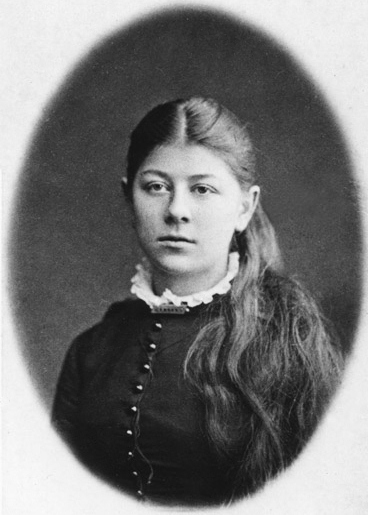
Мария Чехова

## Литературные особенности

### Игра с историей
Калужский литературовед И. В. Ксенофонтов рассматривает повесть «Второе июля четвёртого года» как игру, которая «настраивает читателя на осторожное и последовательное даже не чтение, а разгадывание литературного кода книги». Литературная игра в эпизоде чудесного возвращения Чехова к жизни 2 июля 1904 года становится абсолютной, то есть не ограниченной никакими правилами, но для последующего временного промежутка эти правила становятся жёстко формализованными. Борис Штерн заявляет в авторском рассуждении (от имени С. Моэма), что от замены Ленина и Сталина на Кирова мировая и советская история не изменилась. В авторской реальности Чехов не оказал никакого существенного влияния на литературу, так как лишние сорок лет жизни занимал чужое место. Рассказчик-биограф замечает, что большевикам требовался, в том числе, «литературный нарком», в роли которого единственный представитель классической русской литературы смотрелся плохо. Он не был «своим», не был «босяком», кроме того, «Пешков-Горький был слабохарактерен, легко поддавался чужим влияниям, плакал на каждом пиджаке. У Чехова был железный характер, несокрушимая воля. Не потому ли Горький воспевал сильных, волевых, могучих людей, а Чехов — слабовольных, беспомощных?» Чеховский биограф рассматривает большой ряд «проклятых вопросов», как бы развивались события в России, умри Чехов в роковой день второго июля четвёртого года? Читатель может оценить, что Чехов явился для большевиков сдерживающим фактором, устранив наиболее одиозных вождей. На этом этапе повествования автор обозначает цель своей мистификации: «Что было бы, если бы старший брат Ульянова не был повешен, а младший не ожесточился бы и не „подался бы в Ленины“? Из него получился бы отличный министр юстиции, генеральный прокурор или даже премьер-министр вместо Керенского». Корректируя течение истории в конкретных её проявлениях (верховным правителем Белой России был именно Керенский), Б. Штерн утверждает, что ход событий всё равно вернётся в исконное русло. Это позволяет, однако, рассмотреть вопрос о роли писателя в обществе и истории. Замена Горького на Чехова не уберегла мир ни от революции, ни от двух мировых войн, однако в конечном итоге фашизм был уничтожен, а коммунистический эксперимент — свёрнут.
Ключевым моментом повествования является тезис Б. Штерна, что «Чеховых было много». Это утверждение, с одной стороны, в очередной раз намекает на сакральную миссию писателя в рамках авторского мира. С другой стороны, в тексте приводятся свидетельства о встречах Чехова с современниками, включая И. А. Бунина и А. И. Куприна, К. И. Чуковского и Л. Н. Толстого, В. В. Вересаева и Л. Н. Андреева, из которых выясняется, что их мнения об Антона Павловиче диаметрально противоположны, как если бы существовало множество Антонов Павловичей, не знакомых друг с другом. По мнению И. Ксенофонтова, это углубление мистификации, на что может косвенно указывать подзаголовок первого издания повести: «Пособие для англичан, изучающих русский язык, и для русских, не изучавших русскую литературу». Читатель вызывается писателем на поединок интеллекта и художественного вкуса, поскольку от него требуется определить, где именно воспроизводится фрагмент из «Искусства рассказа» Моэма, где реальные воспоминания писателей и где собственно текст Бориса Гедальевича Штерна.
Важную роль в повествовании играет фигура Ленина. Это имя акцентирует внимание читателя на теме Власти и Истории и роли истории конкретного писателя для этой последней. Фигура писателя в российско-советской реальности неизбежно связана с властным дискурсом. Штерн сделал Чехова тайным манипулятором историей, направляемым неизвестными тайными силами, сумев в известных пределах смягчить большевистский эксперимент. В повести много литературных аллюзий: якобы написанный в 1920-е годы роман Чехова «Семья Гурьяновых» — это отсылка к «Семье Ульяновых» М. С. Шагинян, и так далее. Изнутри авторской реальности, являющейся для «Моэма» и «публикатора» единственной, они пытаются представить, как бы повернулись события, если бы Чехов всё-таки умер в 1904 году. Инверсии реальности служит и добавление неочевидных для неспециалиста сведений, например, парадоксальность имени издателя Чехова — Адольфа Маркса (Чехов у Штерна дожил до Великой Отечественной войны), то, что молодой Чехов говорил «на суржике», или неожиданность его славы для него самого. В текст включены и анекдоты о Льве Толстом, напоминающие хармсовские. Литературные пересечения Чехова с советскими писателями также анекдотичны, причём для этого служит намеренный анахронизм — Владимир Сорокин оказывается не в своём времени.

### Стратегия литературной мистификации
Магистр филологии Е. Петрушова (МГПУ) специально рассмотрела вопрос о выборе именно Сомерсета Моэма для решения авторских задач Бориса Штерна. Эссе Моэма о Чехове, изобильно цитируемое в повести, вошло в книгу размышлений «Точки зрения» и точно стилизуется в собственных фрагментах Штерна, в которых для англичан толкуются явления русской культуры. В частности, приписываемый Моэму тезис, что «Чеховых было много», содержится в причудливом монтаже текста оригинала и собственных выдумок Б. Штерна. При этом Моэм предстаёт в повести знатоком русской культуры и искусства, способным цитировать чеховские фразы, ставшие крылатыми выражениями. В известном смысле Б. Штерн сближал фигуры Чехова и Моэма, имея на то основания. Моэм и Чехов были мастерами рассказа в своих национальных литературах, обоих роднило медицинское образование, заболевание туберкулёзом, пессимистическое мировоззрение и блестяще сложившаяся писательская карьера.
Филолог Е. Ю. Козьмина определяла произведение Штерна как «авантюрно-героическую» биографию, в которой оказались совмещены биография писателя с её «интригой интерпретации общеизвестного» и «необузданный художественный вымысел, провоцирующий совсем иные рецептивные ожидания». Повесть Б. Штерна входит в круг произведений с аналогичной сюжетной ситуацией, включая «Остров Крым» В. П. Аксёнова, «Столкновение с бабочкой» Ю. Н. Арабова, «Человека в высоком замке» Ф. Дика, «Ленина в Одессе» Дж. Зебровски, а также «Сюжет» Т. Н. Толстой и «Посмотри в глаза чудовищ» А. Г. Лазарчука и М. Г. Успенского. В отличие от перечисленных произведений, для повести Б. Штерна характерна мало мотивированная хаотическая смена нарратива, задающая карнавальность, даже анекдотичность повествования. Описание от имени англичанина позволяет добиться эффекта остранения, оценивая историю Чехова не изнутри русской литературной культуры, а через глаза иностранца. Остранение достигается введением комментариев и примечаний в квадратных скобках.
Субъектно-речевая структура повести носит игровой характер. Инверсия авторства чрезвычайно усложнена, вдобавок сообщение об этом (Моэм, основывающийся на биографии Магаршака с необозначенными дополнениями Штерна-переводчика) подано от имени неназванного субъекта, возможно, редактора-публикатора. Читатель сталкивается с множественной переработкой многослойного и как будто бы реального текста. Авторство Моэма специально отмечено в нескольких местах, однако каждый раз логика этого не поясняется и не очевидна из контекста, иногда позиция «публикатора-комментатора» и «Моэма» сближается. Игре служит и монтаж подлинных воспоминаний и переписки И. Бунина, А. Куприна, В. В. Розанова, самого А. Чехова, и записи сна из дневника К. Чуковского, в котором Чехов жалуется на живущую с ним «пошлую женщину», требующую купить «кадиляк». В статье Е. Н. Сергеевой отмечается, что в повести Штерна, как и в рассказе Т. Толстой «Сюжет» и повести Ю. Арабова «Столкновение с бабочкой», неизбежно соприкосновение персонажей с Лениным и изменение истории. Литературоведы Н. А. Масленкова и Е. Н. Сергеева (Самарский национальный исследовательский университет имени академика С. П. Королёва) утверждали, что указанные особенности прямо демонстрируют литературоцентричность российской культуры, поскольку, даже травестируя писателя — «властителя дум», пытаясь свергнуть его с пьедестала, Штерн, как и Т. Толстая, Ю. Арабов и А. Лазарчук с М. Успенским, постоянно примеряет на героя-писателя роль того, кто может изменить историю.
В известном смысле Б. Штерн конструировал чеховский миф. Выздоровление Чехова одновременно анекдотично (не нашлось шампанского и водки, пришлось выпить спирт) и провиденциально — у современников писателя «осталось впечатление, что КТО-ТО в ту ночь стоял перед трудным выбором, разменивал, сомневался — кого оставить, кого забрать, кто здесь нужнее: предвестник революции или земский врач?..» Далее судьба Чехова неоднократно именуется миссией, которая формулируется к окончанию действия. Однако, в отличие от рассказа Т. Толстой «Сюжет», у Штерна действует не реальный Чехов, а мифологический персонаж. Это глубоко закономерно: пушкинский, как и чеховский, миф является одним из структурообразующих для русской литературы и стал формироваться ещё при жизни писателей, никогда не оставаясь статичным. Борис Штерн обыгрывал несколько ключевых моментов мифа: «Баденвейлер, шампанское, „Я умираю — Ich sterbe“ и затем — пресловутый устричный вагон». В сцене 2 июля 1904 года умирающий Чехов говорит своему видению — японскому матросу — «Я умираю» по-русски и вынужден повторить эту же фразу по-немецки врачу. Матрос — персонификация Смерти — настаивает на перевозке тела в устричном вагоне и вновь появляется 2 июля 1944 года, уже накануне «реальной» смерти писателя. С мифом о смерти связан и миф о местожительстве Чехова: после 1917 года он вернулся в Ялту, где советская власть построила для него киностудию («чтобы снимать тут дам с собачками»: тезис в контексте произведения явно рассчитан на двоякое прочтение, которое отмечено и в комментарии).

## Литературно-критическое восприятие
Сергей Бережной в сводном обзоре 1996 года отнёс повесть к жанру «литературоведческой фантастики», по его мнению, обозначающей завершение творческого кризиса Б. Штерна, проза которого стала, с тех пор как тот обратился к бурлеску, «существенно менее усваиваемой». Михаил Назаренко в справочнике 2000 года «Фантасты современной Украины» солидаризировался с этим мнением, утверждая, что «писатель сменил объект изображения: теперь в центре его сочинений — мрачный карнавал реальности, в котором вертятся нарочито схематичные персонажи». Критик Андрей Щербак-Жуков в отзыве на издание повести 2005 года заявил, что включение Штерном «Второго июля» в качестве эпилога романа «Эфиоп» было ошибочным. Повесть А. Щербак-Жуков называл «озорной литературной игрой», «тонкой стилизацией», комический оттенок которой придаёт двойное наслоение ссылок. В целом критик полагал, что повесть была незаслуженно не замечена.

## Издания
- Сомерсет Моэм. Второе июля четвёртого года: Новейшие материалы к биографии Антона П. Чехова : К 200-летию Одессы / Пер. с англ. Б. Штерна. — Киев : ВИАН, 1994. — 32 с. — При участии ЛИА «Одессей» (Одесса). — 3000 экз. — ISBN 5-7998-0045-9.
- Момерсет Соэм. Второе июля четвёртого года (повесть) // Проза Сибири. — 1994. — № 0. — С. 273—287.
- Штерн Б. Второе июля четвёртого года (повесть) // Остров Змеиный / Редакторы-составители Д. Е. Громов, О. С. Ладыженский. — Харьков : Фолио, 1996. — С. 145—182. — 400 с. — (Новая русская фантастика). — 16 000 экз. — ISBN 5-7150-0381-4.
- Штерн Б. Второе июля четвёртого года : Новейшие материалы к биографии Антона П. Чехова / Пред. Г. Прашкевича. — Новосибирск : Свиньин и сыновья, 2005. — 88 с. — (Общедоступная библиотечка). — 3000 экз. — ISBN 5-98502-023-1.
- Штерн Б. Второе июля четвёртого года (повесть) // Недостающее звено: Рассказы. — М. : Текст, 2022. — С. 553—604. — 640 с. — (Это фантастика!). — 3000 экз. — ISBN 978-5-7516-1736-3.

### Комментарий
1. ↑  А. П. Чехов иногда упоминал, что в молодости владел украинским языком и полушутя именовал себя «хохлом», в том числе в переписке с Сувориным[19][20].